# Ayana Shahab
Ayana Shahab (シャハブ彩菜, Shahabu Ayana), née le 3 juin 1997 à Osaka est une chanteuse et actrice indonésienne, ancienne membre du groupe JKT48 de 2011 à 2019.

## Filmographie sélective

### Cinéma
- 2014 : Ayana dans Viva JKT48 (id) de Awi Suryadi
- 2022 : Sindy dans Jentaka (id) de Den Bagus Abdilah[2]